# Podosobowość
Podosobowość (ang. subpersonality) – wyodrębniona, autonomiczna część osobowości, zdolna do funkcjonowania jako osoba.
Według Johna Rowana, istnieje ponad dwadzieścia
synonimów podosobowości: subosobowości, stany ego, Głosy, podsystemy Ja, subtożsamości, stany tożsamości, drugie osobowości, głębsze potencjały itd.
Podosobowości przeważnie są zupełnie normalne, lecz czasem mogą stanowić problem. Zdarza się to najczęściej wtedy, gdy zdecydowanie zaprzeczamy ich posiadaniu. Wyparcie, rozszczepienie i zaprzeczanie – to częste przyczyny problemów z podosobowościami. Podosobowości przekształcają się, mogą się pojawiać i znikać, dzielić na dwie albo łączyć w jedną.
W skrajnym przypadku w wyniku występowania podosobowości dochodzi do sprzecznych zachowań, jakby psychika była rządzona przez dwa lub kilka ośrodków (osobowość mnoga/wieloraka). W ujęciu Johna Rowana podosobowości są to stany zupełnie normalne, które można określić jako jedną z pozycji na kontinuum:
Odmienne stany świadomości > nastroje > PODOSOBOWOŚCI > opętanie > osobowość wieloraka

## Źródła podosobowości
Istnieje co najmniej sześć źródeł podosobowości.
- Role

Różne role życiowe wyzwalają różne podosobowości. Podobnie działają różne uwarunkowania społeczne. Nawet dzieci mogą odgrywać inne role w szkole, a inne w domu. Niektóre role, np. rola matki i rola nauczyciela – wiążą się nierozerwalnie z tworzeniem się podosobowości.
- Wewnętrzne konflikty

Jeżeli dwie lub kilka stron toczy w naszym wnętrzu spory (np. chciałbym, ale...), powtarza się to często i są one bardzo żywotne – to żeby je zrozumieć, trzeba określić tożsamość każdej z nich. Zjawisko takie często spotyka się w terapii Gestalt i w psychodramie. Podobna sytuacja ma miejsce wtedy, gdy nasze ciało, lub jakieś jego części zdają się działać tak, jakby były naszym przeciwnikiem. Można je także traktować jako podosobowości, kierujące się własnymi motywami.
- Wyobrażone wizerunki

Zdarza się, że identyfikujemy się ze sławną osobistością lub z podziwianą grupą i przejmujemy ich charakterystyczne cechy. Te wyobrażone wizerunki mogą pochodzić zarówno z teraźniejszości, jak i z przeszłości. Niektórzy terapeuci instalują w sobie wyobrażony wizerunek pacjenta, aby lepiej dostroić się do niego – co może mieć niekorzystny wpływ na terapeutę. W ten sposób postępują też aktorzy grający według szkoły Stanisławskiego.
- Nieświadomość indywidualna

Różne szkoły psychologiczne zajmujące się badaniem nieświadomości opisały zjawiska, które są podosobowościami lub często można je tak traktować.
- - Kompleksy opisał Jung
  - Według Szkoły relacji z obiektem wewnętrzne obiekty mogą ujawniać się jako podosobowości
  - Analiza transakcyjna opisuje stany ego Rodzic, Dorosły i Dziecko
  - Perls wprowadził koncepcję podziałów wewnątrz osobowości na odrębne całości
  - Stone nazywa podosobowości Głosami.

Wszystkie te zjawiska prawdopodobnie wywodzą się z wczesnych doświadczeń w rodzinie. Niektóre traumy, mogące prowadzić do gwałtownej obrony w postaci rozszczepienia wewnątrz osobowości, mogły się zdarzyć w trakcie narodzin, lub przed narodzinami (pisze o tym m.in. Grof).
- Nieświadomość kulturowa

Z nieświadomości kulturowej wywodzi się patrypsychika, czyli "wewnętrzna konstelacja patriarchalnych wzorców". Podobne zjawisko, to "Wredny Ojciec", czyli nienawidzące siebie Ja – wewnętrzny głos dominacji w człowieku, gloryfikujący hierarchię i patriarchat.
- Nieświadomość zbiorowa

Według Junga z nieświadomości zbiorowej wywodzą się archetypy, jak np. Cień, który okazuje się być jedną z podosobowości. Archetyp Animy jest także pojawiającą się dość powszechnie podosobowością.